# Lumpuria flavicornis
Lumpuria flavicornis är en tvåvingeart som beskrevs av Edwards 1928. Lumpuria flavicornis ingår i släktet Lumpuria och familjen dyngmyggor. Inga underarter finns listade i Catalogue of Life.